# Marek Ostrowski (biolog)

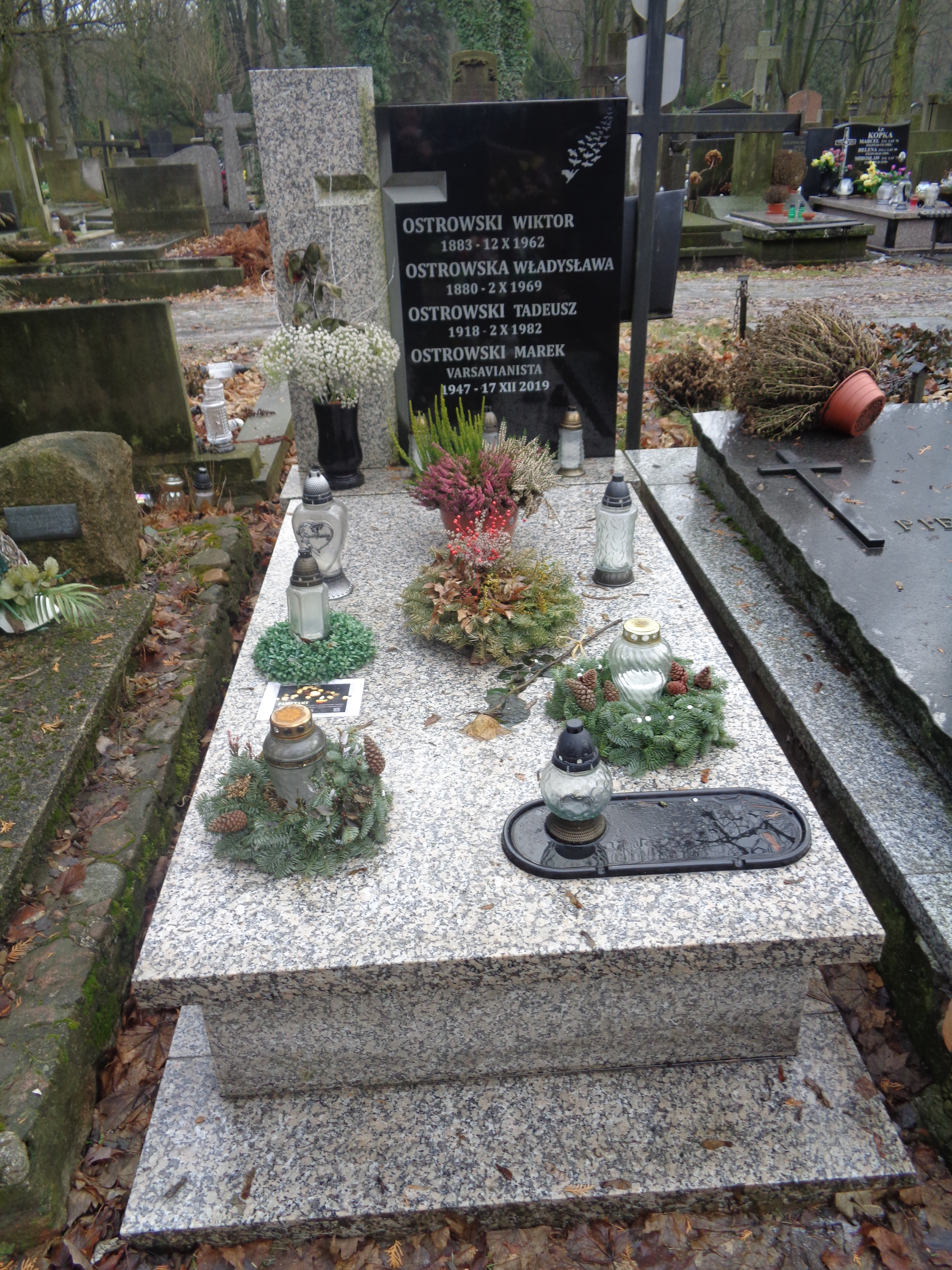
Grób varsawianisty Marka Ostrowskiego na Cmentarzu Powązkowskim

Marek Ostrowski (ur. 15 września 1947, zm. 17 grudnia 2019) – polski biolog (doktor), przyrodnik specjalizujący się w badaniach środowiskowych i percepcji przestrzeni, fotograf, humanista, varsavianista, twórca interdyscyplinarnego kierunku badań – informacja obrazowa. Informację obrazową rozpatrywał jako jeden z czynników ewolucji przyrodniczej.

## Działalność
Ukończył VIII Liceum Ogólnokształcące im. Władysława IV w Warszawie.   
Marek Ostrowski był specjalistą w zakresie systemów informacji przestrzennej i teledetekcji. Twórca m.in. powstałego już w latach 80. XX wieku międzyuczelnianego Podyplomowego Studium Fotografii Naukowej wpisanego w europejską sieć podyplomowych studiów z tej specjalności. Niezależnie od pracy naukowej na Uniwersytecie Warszawskim prowadził prace naukowe i badawcze w autorskiej Pracowni Fotografii i Informacji Obrazowej SCI-ART (science&art), co znacznie poszerza interdyscyplinarne możliwości jego pracy twórczej.
Pierwsze prace dotyczyły możliwości zobrazowań przyrody we wszystkich dostępnych zakresach promieniowania elektromagnetycznego, w skalach od molekularnej po kosmiczną, w różnych środowiskach i stanach fizycznych. Zajmował się ewolucją, mikrobiologią (patent i publikacje z zakresu mikrobiologicznego ługowania metali miedzi). Efektem tego okresu jest m.in. album fotografii naukowej „Emocje odkryć”, do którego komentarze napisali: laureat Nagrody Nobla – prof. François Jacob oraz prof. Władysław Kunicki-Goldfinger. Był także współautorem „Atlasu hematologicznego”.
Na przełomie lat 70. i 80. XX wieku szerzej zajął się metodami lotniczej i satelitarnej teledetekcji i rozpoznania środowiska przyrodniczego i cywilizacyjnego. Wspólnie z prof. Andrzejem Ciołkoszem opracował i opublikował pierwszy atlas obrazujący obszar całego kraju („Atlas zdjęć satelitarnych Polski”), który w 1995 roku otwierał Światowy Kongres Uczestników Lotów Kosmicznych. Na początku lat 90. XX wieku wraz z zespołem opracował pierwszą barwną mapę cyfrową Słowińskiego Parku Narodowego wraz prezentacją ruchu wydm w ciągu półwiecza na podstawie archiwalnych zdjęć lotniczych.
Był inicjatorem i współautorem podręcznika akademickiego „Informacja Obrazowa” wprowadzając ten termin do obiegu oraz kilkudziesięciu publikacji naukowych poświęconych środowisku i metodom zobrazowań. Wielką plenerową wystawą fotografii lotniczej zrealizowaną wspólnie z Państwowym Instytutem Geologicznym rozpoczął serię albumów „Polska z lotu orła” opartych na analizie zdjęć lotniczych.
Począwszy od 2000 roku znaczna część działalności badawczej była realizowana na przykładzie Warszawy. Ten etap rozpoczął wykonaniem m.in. największej na świecie cyfrowej „Panoramy Warszawy Przełomu Tysiącleci” długości 133 m, odsłoniętej w noc sylwestrową 2000/2001 roku na ścianie warszawskiej Galerii Centrum. Do wykonania panoramy Marek Ostrowski wykonał blisko 1000 zdjęć z 45. piętra Pałacu Kultury i Nauki. W 2003 roku zorganizował i poprowadził 20 sesji naukowych „Tematycznych Panoram Warszawy”, z których informacja docierała tydzień w tydzień do kilkudziesięciu tysięcy mieszkańców stolicy. Jego ostatnie prace (2006-2007) to trzytomowy „Tryptyk Warszawski”, na który składają się: „Spojrzenie Warsa”, „Oblicze Sawy” oraz „Pokolenie Varsovia.pl”. W roku 2008 „Tryptyk Warszawski” został uhonorowany nagrodą „Złota Róża” przyznawaną przez Festiwal Nauki w Warszawie, Instytut Książki i miesięcznik „Nowe Książki”.
Autor kilkudziesięciu autorskich wystaw fotograficznych, w tym plenerowych prezentacji wielkoformatowych zdjęć lotniczych m.in. miasta w mieście – Warszawa z lotu orła. Jego prace pokazują, że fotografie lotnicze i satelitarne są nie tylko sposobem nowoczesnego obrazowania przestrzeni, wizytówką nowoczesności, ale jednocześnie sposobem jej emocjonalnego i intelektualnego pojmowania. Wymienione działania zapoczątkowały i przyczyniły się do szerokiego, aktywnego zainteresowania się mieszkańców Warszawy własnym miastem, a jednocześnie stały się jednym z ważnych elementów promocji stolicy poza granicami kraju.
Marek Ostrowski był także twórcą projektu dydaktycznego „Warszawski Tryptyk Edukacyjny – Varsavianistyka w Szkole” dla szkół od poziomu podstawowego po akademicki, który realizuje wspólnie z Biurem Edukacji Urzędu m.st. Warszawy.
Informacja obrazowa i zdjęcia lotnicze Warszawy, które sam wykonywał od 1979 roku, stały się dwoma niezależnymi platformami nowoczesnego projektu studiów varsavianistycznych na warszawskich uczelniach pod patronatem Uniwersytetu Warszawskiego. Stworzył Varsavianistykę jako wiedzę o mieście rozumianą szeroko interdyscyplinarnie (a nie tylko historycznie). Na wykłady z Varsavianistyki prowadzone wspólnie z zaproszonymi gośćmi przychodziło nawet pół tysiąca studentów. Studia varsavianistyczne według jego projektu, jak i wyłaniający się z nich obraz nowoczesnej metropolii realizującej studia o własnym mieście, stały się jedną z marek Warszawy dostrzeganych również za granicą.
Od 2009 roku Marek Ostrowski był Ambasadorem Warszawy w staraniach miasta o miano Europejskiej Stolicy Kultury 2016.
Organizator wypraw m.in. tratwą po 600 km granicznym i polskim odcinku Bugu (1970) oraz zespołowego lotu balonem ponad Tatrami.
Marek Ostrowski był od 1970 roku pracownikiem naukowo-dydaktycznym Wydziału Biologii Uniwersytetu Warszawskiego, członkiem m.in. Komitetu Badań Kosmicznych i Satelitarnych Polskiej Akademii Nauk, Komisji Teledetekcji KBKiS PAN, członkiem Związku Polskich Artystów Fotografików.
Został pochowany na Cmentarzu Powązkowskim w Warszawie (kwatera 310-2-21).

## Publikacje
- Emocje odkryć = The emotion of discovery
- Gea znaczy Ziemia = Gea means the Earth
- Konspekty i scenariusze do pracy z „Atlasem zdjęć satelitarnych Polski”: materiały metodyczne
- Oblicze Sawy = Sawa's visage
- Opus hominis = Dzieło człowieka = Man and his legacy
- Panorama Warszawy [Dokument elektroniczny]
- Pokolenie Varsovia.pl = The Varsovia.pl generation
- Polska z nieba = Sky views of Poland
- Spojrzenie Warsa = Wars's gaze
- Warszawski tryptyk edukacyjny: widzę-myślę-działam. T. 1, Scenariusze